# Elisabeth Mandaba
Elisabeth Mandaba, född 7 juni 1989, är en friidrottare från Centralafrikanska republiken. Hon deltog vid olympiska sommarspelen 2012 och olympiska sommarspelen 2016.